# Duduieni
Duduieni – wieś w Rumunii, w okręgu Alba, w gminie Poiana Vadului. W 2011 roku liczyła 95 mieszkańców.